# دارسرا
دارسرا، روستایی از توابع دهستان گیل دولاب بخش مرکزی شهرستان رضوان‌شهر در استان گیلان ایران است. آرامگاه پیر شرفشاه دولایی که به پدر شعر گیلکی مشهور است امروزه در این روستا قرار دارد.

## زبان
مردم دارسرا به زبان گیلکی صحبت می‌کنند.

## جمعیت
این روستا در دهستان گیل دولاب قرار دارد و براساس سرشماری مرکز آمار ایران در سال ۱۳۸۵، جمعیت آن ۶۲۴ نفر (۱۹۳خانوار) بوده‌است.